# Col du Grand Ballon

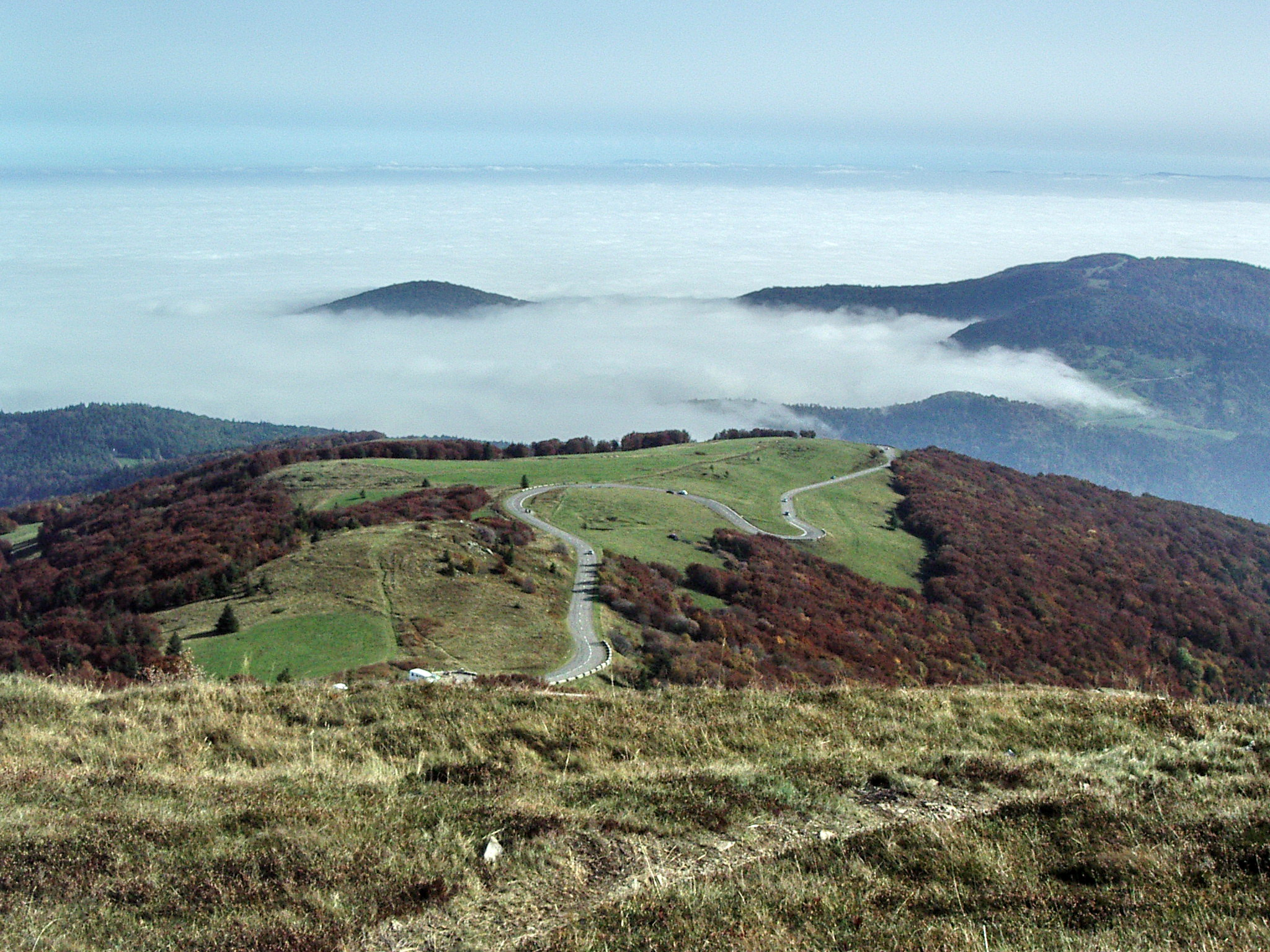
Plus bas les derniers kilomètres de la montée du col du Grand Ballon côté sud et mer de nuages.

Le col du Grand Ballon (1 341 m) est un col du massif des Vosges, sur la route des Crêtes. Il doit son nom au Grand Ballon, plus haut sommet du massif des Vosges, qu'il contourne par l'est. Il ne s'agit pas d'un col essentiel pour le transport, aussi n'est-il généralement pas déneigé pendant l'hiver.

## Cyclisme

### Profils
Il existe une multitude de versants pour grimper le col du Grand Ballon :
- Depuis Willer-sur-Thur (369 m), l’ascension est longue de 15,9 km à 6,1 %. La pente se durcit dans une ligne droite après deux kilomètres d’ascension. Après cela une série de lacets avec des pentes avoisinant les 5,5 % mène à Goldbach-Altenbach. Arrivé au col Amic (828 m) après 9,3 km d’ascension, il reste 6,6 km à 7,8 % de moyenne. Cette dernière partie est plus difficile. Dans la forêt, se trouvent deux courtes portions pavées. Peu après, la pente se durcit un peu plus avant d’arriver à la ferme-auberge du Grand Ballon (1 110 m) où la route sort de la forêt pour laisser place aux chaumes. C’est juste après ce lieu que se situe le secteur le plus raide de la montée avec des pentes à plus de 9 % sur un kilomètre. Les deux derniers kilomètres avoisinent les 7 % avant d’arriver au col (1 341 m) marqué par le restaurant et le chalet-hôtel du Grand Ballon.
- Depuis Soultz, l’ascension est longue de près de dix-neuf kilomètres avec des pourcentages tournant autour des 5 et 6 % avant d’arriver au col Amic. Les derniers 6,6 km sont les mêmes que pour le versant venant de la vallée de la Thur.
- Depuis Cernay, la route grimpe sur le versant sud de la route des Crêtes jusqu’au col de Herrenfluh sur près de dix kilomètres en passant dans la forêt de Wattwiller. Après une courte descente, la route grimpe à nouveau jusqu’au col de Silberloch (906 m) à proximité du Vieil Armand. De là, il reste environ cinq kilomètres sans difficultés avec même une descente de deux kilomètres avant de parvenir au col Amic. Le final est le même que sur les deux versants précédents.
- Depuis le lac de Kruth, au carrefour de D138 et la D27 (551 m), l’ascension est longue de 21,6 km. Les trois premiers kilomètres sont proches de 7 % mais la suite grimpe doucement jusqu’au Markstein et son carrefour (1 184 m), pour rejoindre le versant nord de la route des Crêtes, après 14,6 km de montée. De là il sept kilomètres mais la route ne grimpe réellement qu’à partir du col du Haag (1 233 m) avec 1,4 km à 7,85 % pour finir.
- Le col peut être également grimpé par des versants plus courts, venant de Saint-Amarin (12,7 km) et Moosch (12,3 km) mais aussi plus difficiles qui se rejoignent à Geishouse. On y compte des pentes jusqu’à 12 % mais la route y est plus étroite et le revêtement de qualité médiocre. Elle rejoint la ferme du col du Haag (1 233 m) avant de finir par la même route que celle venant du Markstein.
- Enfin, il peut être escaladé depuis Lautenbach, passant par le lac de la Lauch et Le Markstein.

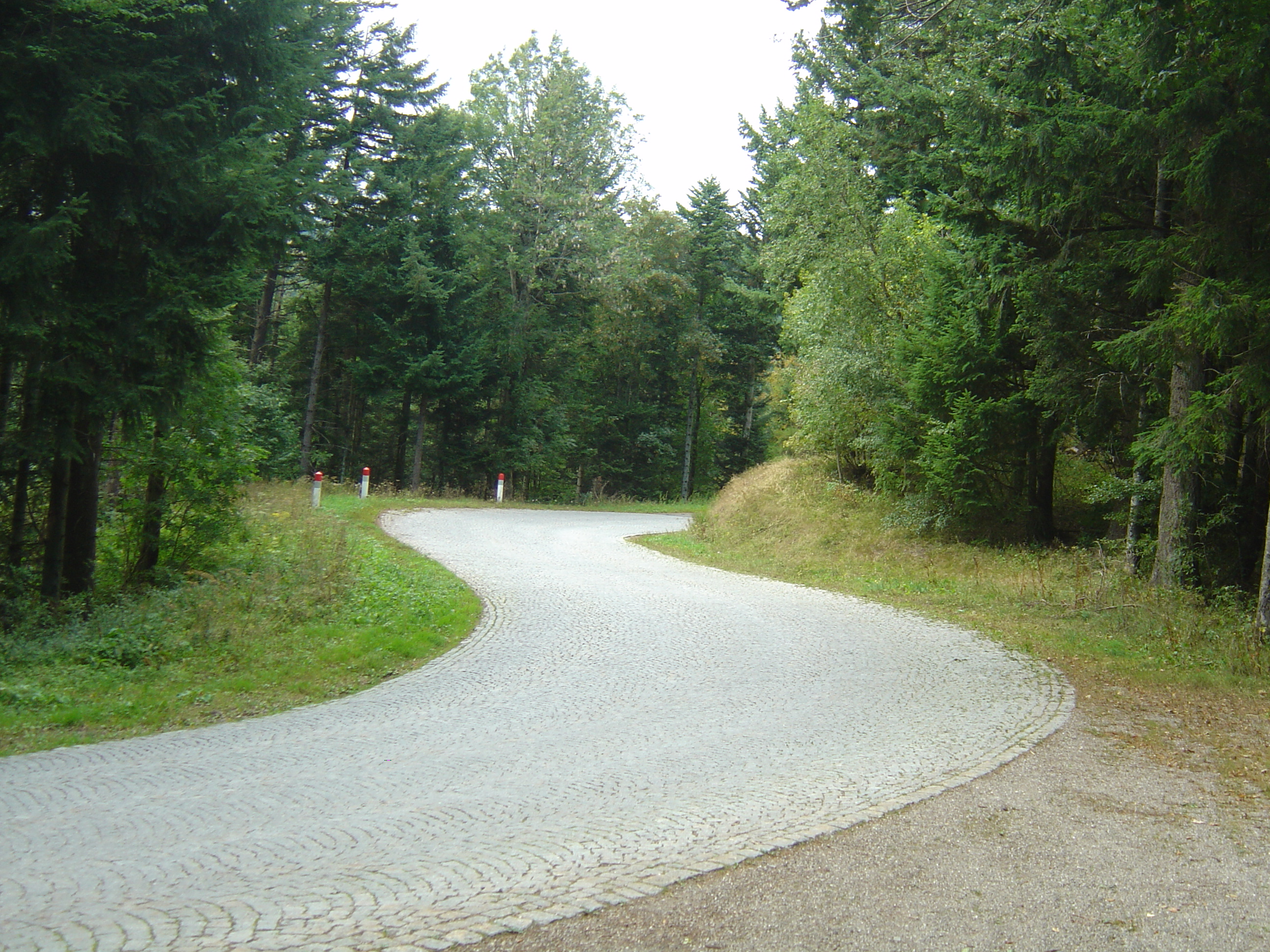
Courte portion pavée après le col Amic.
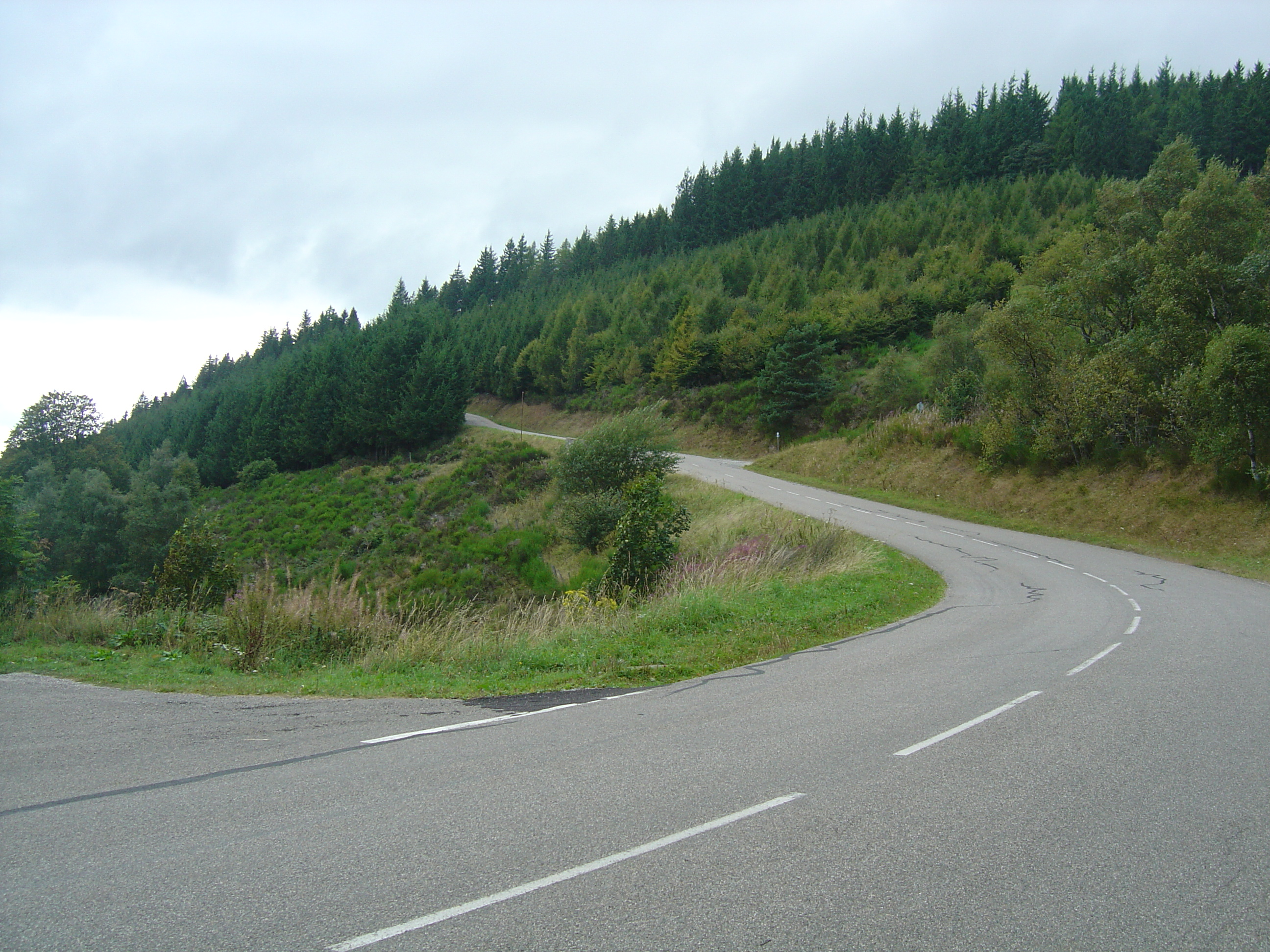
Ligne droite difficile à près de 4 km du col.
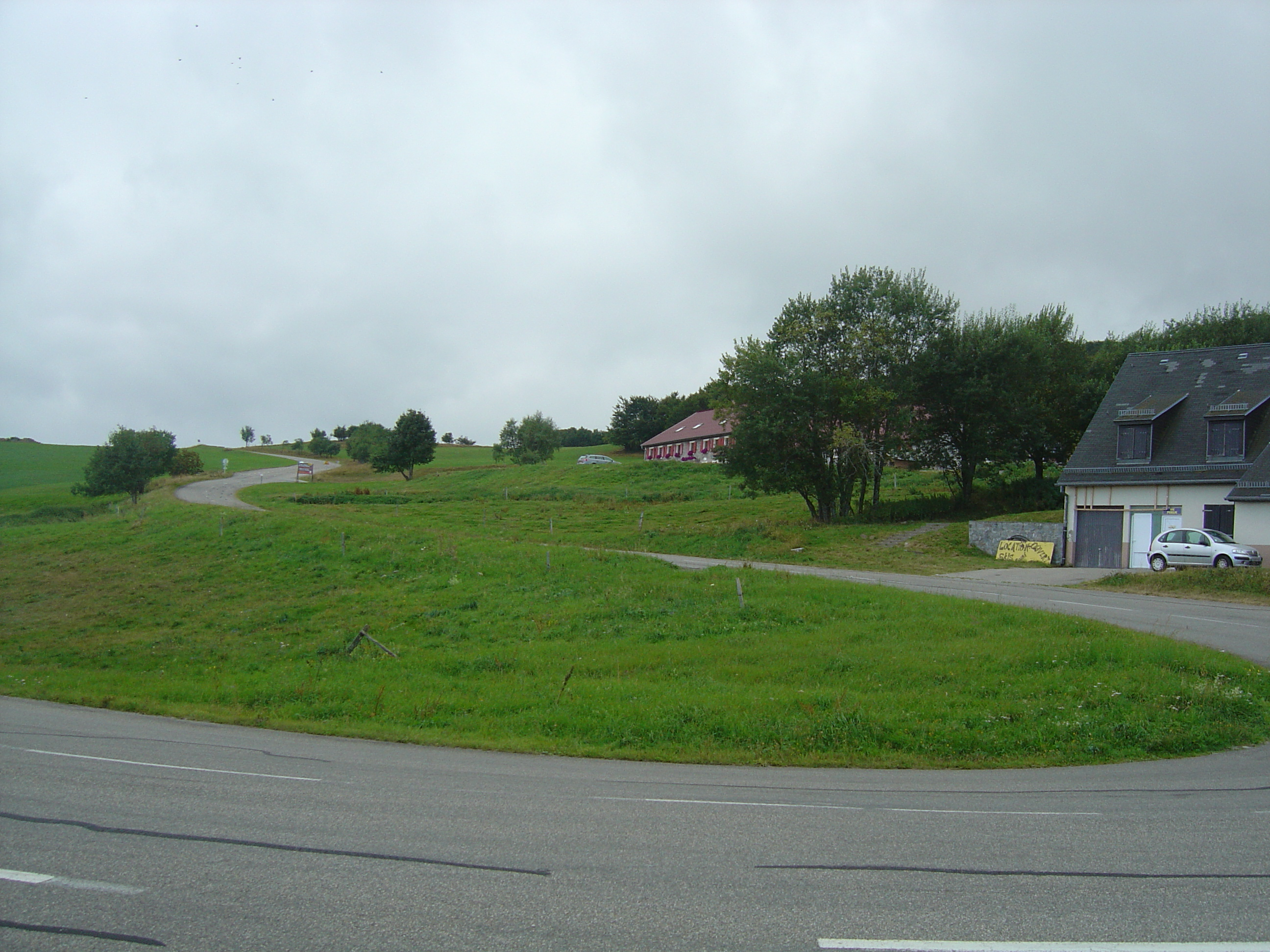
Kilomètre le plus raide juste après la ferme-auberge du Grand Ballon.
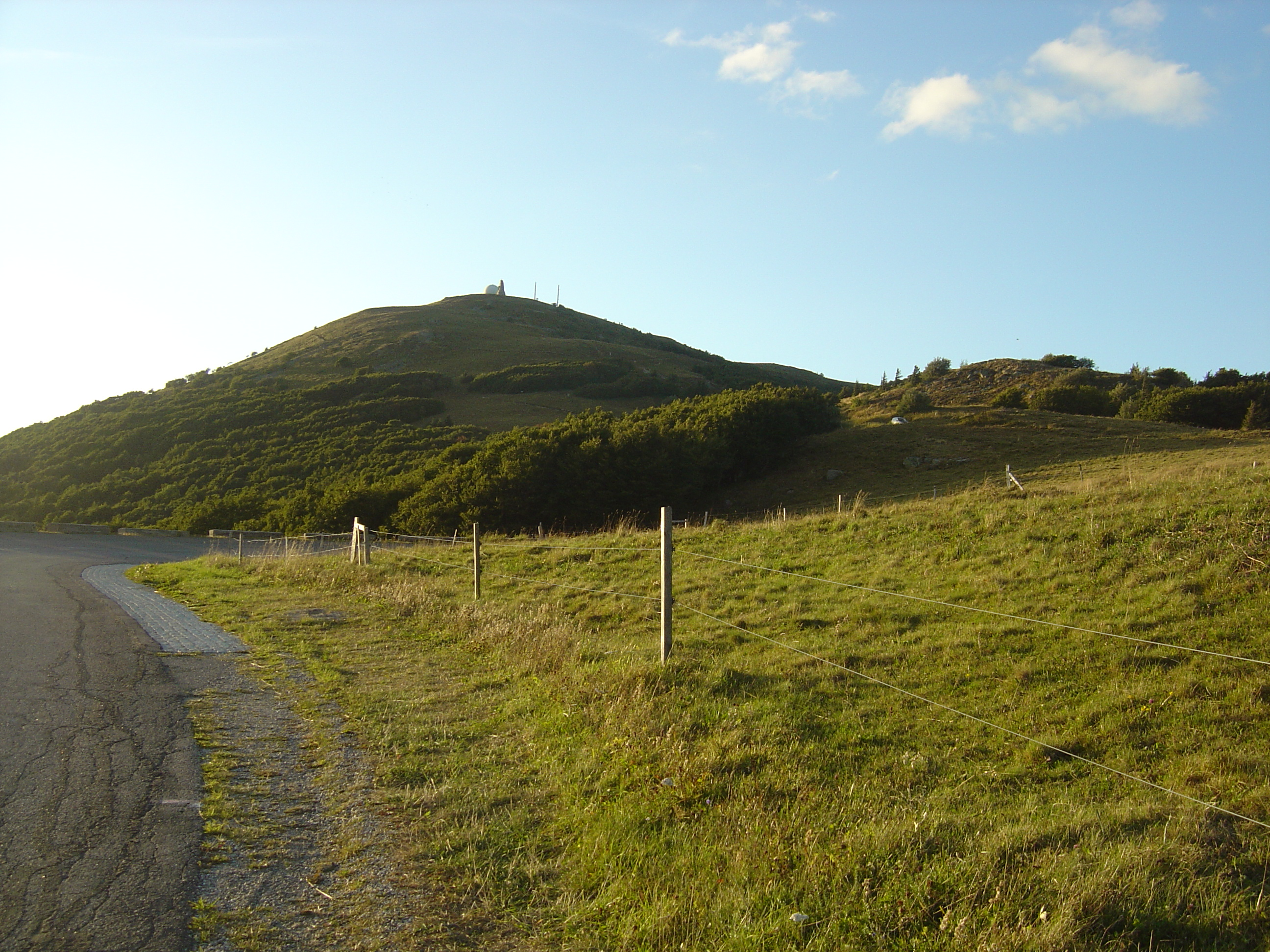
Ultimes kilomètres.

### Tour de France
Le col du Grand Ballon a été franchi huit fois par le Tour de France, les coureurs passés en tête sont les suivants  :
- 1969 : Lucien Van Impe
- 1973 : Charly Grosskost
- 1976 : Giancarlo Bellini
- 1992 : Laurent Fignon
- 1997 : Francesco Casagrande
- 2005 : Michael Rasmussen
- 2014 : Tony Martin
- 2019 : Thomas De Gendt

### Tour de France Femmes
Il est au programme de la 7e étape du Tour de France Femmes 2022, classé en première catégorie. Annemiek van Vleuten le passe seule en tête.